# 二式練習用飛行艇
二式練習用飛行艇
- 用途：練習機
- 分類：水上機（飛行艇）
- 製造者：愛知航空機
- 運用者： 大日本帝国（大日本帝国海軍）
- 初飛行：昭和15年（1940年）9月
- 生産数：31機
- 退役：昭和20年（1945年）8月

二式練習用飛行艇（にしき れんしゅうようひこうてい）とは愛知航空機が開発し、昭和17年（1942年）に正式採用された日本海軍の飛行艇である。機体略番はH9A。飛行艇搭乗員の育成のために開発された機体だったが、制式採用後は当初の目的ではあまり使用されず輸送・連絡等の雑務に使用された。太平洋戦争の末期には、対潜水艦用の装備を行い近距離の沿岸哨戒任務で活躍した。

## 概要
飛行艇の搭乗員を大量養成するため、日本海軍は昭和14年1月に愛知航空機に対して十三試小型飛行艇の試作を命じた。この飛行艇は練習機以外にも哨戒や船団護衛にも使用できることが求められていた。愛知では5月から設計を開始し、10ヶ月後の昭和15年3月に1号機を完成させた。完成した機体は全金属製でパラソル式の主翼を持つ双発飛行艇だった。
全部で3機の試作機が製作されテストされたが、重量過大、重心位置の不良、水上での操縦性不良など多くの問題が指摘され、練習用としては使用不可能とまで評価された。これに対し愛知では細かい改修を続け、最終的には主翼の翼幅と面積を拡大することで欠点がほぼ解決したことから昭和17年2月に二式練習用飛行艇として制式採用された。
しかし、制式採用された頃には戦局の関係から飛行艇搭乗員の大量育成の必要性が薄れていた。このため本機の存在価値もなくなったため、生産は試作機を含む31機で打ち切りになってしまった。生産された機体は練習用にはあまり使用されず、基地間の輸送・連絡等の雑務に利用されていた。しかし太平洋戦争の末期に哨戒機の需要が増大すると、機体搭載量に余裕のある本機は電探、磁探、対潜爆弾を搭載し哨戒機として利用されることになった。近距離の哨戒機としては本機はなかなか有能で、終戦まで利用された。

## スペック
出典: 大内建二著『忘れられた軍用機』197頁・光人社刊2004年 ISBN 4-7698-2424-6
諸元
- 乗員: 5-8 名
- 全長: 16.95 m
- 全高: 5.25 m
- 翼幅: 24.00 m
- 翼面積: 63.3 m2
- 空虚重量: 5,140 kg
- 運用時重量: kg
- 有効搭載量: kg
- 最大離陸重量: 7,000kg
- 動力: 中島「寿」43型 空冷星型9気筒 レシプロエンジン、 （710 hp (最大780hp)）   × 2

性能
- 超過禁止速度: km/h
- 最大速度: 324 km/h
- 巡航速度: km/h
- 失速速度: km/h
- 航続距離: 2,150 km
- 実用上昇限度: 6,780 m
- 上昇率: 11分14秒/5,000m
- 翼面荷重: kg/m2

武装
- 固定武装: 7.7mm機関銃 × 2
- 爆弾: 250kg × 2